# Velika Reka (gmina Mali Zvornik)
Velika Reka (cyr. Велика Река) – wieś w Serbii, w okręgu maczwańskim, w gminie Mali Zvornik. W 2011 roku liczyła 373 mieszkańców.